# ستيفن وليامز (لاعب كريكت)
ستيفن وليامز (11 مارس 1954 - ) (بالإنجليزية: Stephen Williams)‏ هو لاعب كريكت بريطاني. لعب مع نادي مقاطعة غلوستر للكريكت ‏.